# サーチファンド
サーチファンド（英語: Search fund）とは、バイアウトファンドの一形態で、経営者を目指す優秀な個人が、投資家の支援を受けながら自分が経営したい会社を探し、買収する仕組み。

## 定義
サーチファンドとは、経営者を目指す個人または二人組の単位で組成され、複数企業の買収は行わず一つの企業を買収できた時点で役割を終える、小さなバイアウトファンドを指す。サーチファンドの運営者である個人または二人組は、買収先企業を自分の足で探し回ることから「サーチャー」と呼ばれる。
サーチファンドへの投資は、二段階に分かれる。一段階目は、買収先を探す間の費用である「サーチ費用」の出資である。サーチ費用の出資者は、その出資割合に応じて、二段階目の企業買収費用への出資権を得る。
サーチャーは、ファンドレイズ、買収先のサーチ、デューディリジェンス、買収交渉、買収実務、経営者としての企業運営等を一気通貫で行う。
企業の売買による利ざやを稼ぐことを目的とした一般的な企業買収ファンドと異なり、経営者としての企業運営を目指すため、対象とする企業の探し方や選び方が異なる点や、過去の経験に基づかず、純粋にサーチャーのポテンシャルに対して投資がなされる点が、プライベート・エクイティ等の従来のバイアウトファンドと異なる。
これらサーチャーの活動や資金調達などについての手続きを支援する組織を、サーチファンドアクセラレーターと言う。

## グローバルでの動き
サーチファンドの起源は1984年にまでさかのぼる。現スタンフォードビジネススクールの教授であり、世界初のサーチャーであるH. Irving Grousbeck氏によって考案され、スタンフォードビジネススクールが研究を続けてきた。スタンフォードビジネススクールでは、通算924百万ドルが出資され、5.7兆円の株式価値を生み出した。2015年末時点での平均利回り（IRR）は36.7%、2017年末時点で33.7%となっている。スタンフォードビジネススクールでの成功以降、ハーバードや、米国トップMBAへ広がる。MBA取得後起業するという選択肢以外に、企業を買って経営するという新しい選択肢として、MBAホルダーに人気となると同時に、投資家にとっても有効な投資機会と認知されるに至った。
米国のサーチファンドの買収先となる中小企業の平均規模は、売上6百万ドル、企業価値8百万ドルとされている。
米国でのサーチファンドの成功を受け、米国外でのサーチファンド設立も増加しており、米国外のサーチファンド研究は、スペインのIESEビジネススクールが中心となり進められている。2019年6月時点で、シンガポールや東南アジアを中心に、複数のサーチファンドが活動している。

## 日本での動き
日本のGDPの過半数を占める中小企業においては、経営者の高齢化に伴う事業承継が社会問題になっている。企業としての経営自体はうまくいっており、市場で必要とされている企業にもかかわらず、親族や社内に後継者がいないために廃業する企業が増えている。この黒字廃業の企業を救う手段として、近年サーチファンドが注目を浴びている。
日本でも、2000年ごろよりサーチファンド設立が試みられてきたが、ファンドレイズの難しさ等から、実現しない時期が続いた。2014年には、伊藤公健氏がサーチファンド設立を目指し活動を開始し、サーチファンド活動開始から9か月後の2014年末に株式会社ヨギー(旧 株式会社ロハスインターナショナル)を投資対象としたファンドを立ち上げ、同社の買収を成立させるに至った。ただし、ファンドレイズの途上で買収先が確定し、特定の企業を買収するためにファンドが成立したため、厳密には「ターゲット・ファンド」を設立したことになる。
日本でのサーチファンド設立とコミュニティ確立を目指すため、2018年5月には日本初のサーチファンドアクセラレーターとして株式会社Japan Search Fund Accelerator （本社：東京、代表取締役社長 嶋津紀子、通称JaSFA・ジャスファ）が設立され、サーチファンドへの投資、サーチャーおよびサーチファンドの支援、サーチファンドの周知、コンサルティング業務などの事業を展開している。2018年9月には、株式会社Japan Search Fund AcceleratorとIESEビジネススクール共催にて、日本初のサーチファンド・カンファレンスが開催された。
翌2019年の2月には、株式会社Japan Search Fund Acceleratorと株式会社山口フィナンシャルグループ（本社：山口県下関市、代表取締役社長 吉村猛）により、日本初のファンド・オブ・サーチファンドである、YMFG Search ファンド投資事業有限責任組合が設立された。山口県・福岡県・広島県の三県をサーチエリアとしてサーチャーに投資を行うことで、地域産業の発展や後継者不足の解消を目指す。2019年5月には、YMFG Search ファンド投資事業有限責任組合から、サーチャー第1号への投資が実現した。
2019年10月には、日本事業承継パートナーズ合同会社（代表社員：黒澤慶昭）が国内外投資家の出資を受け、日本初となる世界標準タイプのサーチファンドとしてサーチ活動を開始している。
日本の経営大学院を母体とするサーチファンド活動としては、グロービス経営大学院（本社：東京、学長 堀義人）の有志で結成されたグロービスサーチファンド研究会が2018年に活動を開始しており、2019年1月より公認クラブとしての活動を拡大している。2022年3月時点で1000名を超えるMBAホルダーおよびMBA生が所属し、自らがサーチャー活動をしつつ、サーチファンドに関する事例研究、知見の共有を図っている。
日本政府の動きとしては、2019年度中小企業白書において、「起業を希望する者が経営資源を引き継いで経営者になることで、地場企業の事業承継を支援する仕組みの一つ」として、サーチファンドを紹介しているほか、2014年に制定した経営者保証ガイドラインについても、「後継者が個人保証なしで、信用保証協会が保証する、新しい制度に移行する（首相官邸ホームページより）」など、個人による事業承継を後押しする動きが増えている。